# Csodapark
A Csodapark  (eredeti cím: Wonder Park) 2019-ben bemutatott amerikai–spanyol 3D-s számítógépes animációs kalandfilm-vígjáték, amelyet Josh Appelbaum és André Nemec forgatókönyvéből Dylan Brown rendezett. A film zenéjét Steven Price szerezte. 
Spanyolországban 2019. április 12-én, az Amerikai Egyesült Államokban pedig március 15-én került mozikba a Paramount Pictures forgalmazásában. Magyarországon április 18-án mutatta be az UIP-Dunafilm.

## Cselekmény
June egy optimista, élénk fantáziájú kislány. Apjával és anyjával él egy kisvárosban. Anyjával együtt June kitalál és megrajzol egy hihetetlen vidámparkot, amiben June játékfigurái élnek. June megpróbálja a gyakorlatban is megépíteni a meglehetősen veszélyes produkciókkal rendelkező parkot, azonban ez elég rosszul sül el, és sok károkozással jár, amiért szobafogságot kap.
June anyja komolyan megbetegszik és kivizsgálásra kell mennie egy távoli kórházba. June megijed, hogy az anyja talán soha nem jön vissza hozzá.
June apja egy matektáborba küldi a lányát, June azonban nagyon aggódik, hogy az apja nem fog boldogulni otthon, ezért útközben, amikor a busz megáll, és mindenki leszáll, June hazafelé indul egy erdőn keresztül.
Az erdőben felfedezi annak a parknak a bejáratát, amit az anyjával együtt találtak ki.  A csodapark tele van fantasztikus játékokkal és beszélő állatokkal, akiket June jól ismer, azonban apró zombi-majmok tönkrezúzzák a parkot, és minden letört darabot egy hegyre hordanak, ahonnan egy felhő felszippantja őket. Az állatok szerint a felhő maga a Sötétség.
June rájön, hogy a park a saját képzeletének szülötte, így csak ő képes helyrehozni az anyjával rajzolt tervek alapján (amik a levegőből bukkannak elő). Kimenti a majmát egy zéró gravitációs helyről, ahová a majom elmenekült, mert már nem hallotta a hangot, ami korábban a fülébe suttogta, hogy mit csináljon. June elárulja neki, hogy a hang az ő anyukájáé volt, aki egyszer majd visszatér. Így a majom is harcolni kezd a zombi-majmok ellen.
A többi állat közreműködésével June a majom varázslásaival elkezdi újjáépíteni a parkot, miközben a zombi-majmok ellen is harcolniuk kell.
A park felépül, és a Sötétség felhője szinte teljesen eltűnik.
June elhagyja a már működő, látogatókat fogadó parkot, és hazatér, ahonnan az apja szerint csak félórája indult el. Hamarosan June anyja is egészségesen hazaérkezik.

## Szereplők
| Szereplő              | Eredeti hang          | Magyar hang     |
| --------------------- | --------------------- | --------------- |
| Cameron "June" Bailey | Brianna Denski        | Koller Virág    |
| Gyerek June           | Sofia Mali            | Koller Virág    |
| June anyja            | Jennifer Garner       | Ördög Nóra      |
| June apja             | Matthew Broderick     | Rajkai Zoltán   |
| Steve                 | John Oliver           | Schnell Ádám    |
| Greta                 | Mila Kunis            | Peller Anna     |
| Gus                   | Kenan Thompson        | Hajdu István    |
| Cooper                | Ken Jeong             | Scherer Péter   |
| Mogyoró               | Norbert Leo Butz      | Simon Kornél    |
| Boomer                | Ken Hudson Campbell   | Anger Zsolt     |
| Banky                 | Oev Michael Urbas     | Sándor Barnabás |
| Tony nagybácsi        | Kevin Chamberlin      | Kapácsy Miklós  |
| Albertine nagynéni    | Kate McGregor-Stewart | Kocsis Mariann  |
| Shannon               | Kath Soucie           | Mezei Kitty     |
| Seriff                | TBA                   | Hegedűs Miklós  |